# Caridina flavilineata
Caridina flavilineata е вид десетоного от семейство Atyidae.

## Разпространение
Видът е разпространен във Виетнам.